# 4766 Malin
4766 Malin (1987 FF1) là một tiểu hành tinh vành đai chính được phát hiện ngày 28 tháng 3 năm 1987 bởi E. F. Helin ở Palomar.